# NGC 3808A
NGC 3808A는 사자자리에 있는 나선 은하이다. 지구로부터 3억 3천만광년 떨어져 있다 지름은 87000광년이다 
코마은하단에 고립된 은하이다

위성은하로는 ngc3808b라는 불규칙 은하가 있다 적색편이는 0.0234이다